# Монергизм
Монергизм — в христианском (преимущественно в кальвинистском и лютеранском) учении о спасении альтернативная синергизму концепция, согласно которой человек спасается только благодаря действию благодати; идея божественного единоначалия в деле спасения. 
Учение восходит к Августину и основывается на новозаветных свидетельствах обращения апостола Павла, а также на ветхозаветных источниках. Протестантский историк церкви и богослов Ф.Шафф выделял два вида монергизма. Автором первого он назвал Августина и характеризовал как "божественный монергизм", в котором "вся слава принадлежит Богу, а сама свобода становится следствием благодати". Пелагианство же, по его мнению, учило "человеческому монергизму". Этот принцип "приписывал основные заслуги обращения человеку, а благодать сводил к внешнему, вспомогательному воздействию". 
По мнению критиков, монергизм приводит к отрицанию свободы воли человека.